# Заслуженный художник РСФСР
Заслуженный художник РСФСР — почётное звание РСФСР. Учреждено 10 сентября 1960 года указом Президиума Верховного Совета РСФСР «Об установлении почётного звания Заслуженного художника РСФСР».
Присваивалось Президиумом Верховного Совета РСФСР высокопрофессиональным художникам, создавшим произведения живописи, скульптуры, графики, монументального, декоративно-прикладного, оформительского, театрального, кино- и телеискусства, которые получили общественное признание.
Лицу, удостоенному этого звания, вручались грамота Президиума Верховного Совета РСФСР и соответствующий нагрудный знак, который носился на правой стороне груди и располагался ниже орденов, медалей и нагрудных знаков к почётным званиям СССР.
4 февраля 1992 года состоялись последние присвоения этого звания.

## Список заслуженных художников РСФСР

### 1960
- Джанаев, Азанбек Васильевич (1919—1989) — советский художник-живописец, график, скульптор, сценограф и режиссёр. Народный художник РСФСР (1984)[4]
- Зарон, Павел Миронович (1915—1991), советский художник-живописец, Член Союза художников СССР, Народный художник Северо-Осетинской АССР[4]
- Санакоев, Сергей Павлович (1920—2002) — советский и российский скульптор, Заслуженный деятель искусств Северо-Осетинской АССР, Заслуженный деятель искусств РСФСР (1968), Народный художник РСФСР (1991)[4]
- Чудзин, Валентин Иванович[5]

### 1961
- Белашова, Екатерина Фёдоровна (1906—1971)[6]
- Вуквутагин (1898—1968) — чукотский художник, косторез, один из основателей и первых художественных руководителей Уэленской косторезной мастерской[7]
- Грибов, Евгений Алексеевич (1928—2008)[7]
- Грумкова, Валентина Васильевна (1909—2005)[8]
- Игошев, Владимир Александрович (1921—2007) — советский художник-живописец, педагог, Народный художник РСФСР (1965), Народный художник СССР (1991)[9]
- Корецкий, Виктор Борисович (1909—1998) — советский график, Лауреат двух Сталинских премий (1946, 1949), автор первой советской почтовой марки, посвящённой Великой Отечественной войне «Будь героем!» (1941)[10]
- Красин, Фёдор Максимович[11]
- Липицкий, Виктор Дмитриевич (1921—1994) [12]
- Мочальский, Дмитрий Константинович (1908—1988) — советский живописец и график, действительный член АХ СССР (1973), председатель Московского Союза художников (1961—1963), преподавал в МГАХИ имени В. И. Сурикова (с 1937), профессор (1950), Народный художник СССР (1980)[13]
- Новиковский, Михаил Иванович[14]
- Оя, Альфред Альфредович (1924—2000)[13]
- Пирогов, Михаил Петрович[15]
- Постников, Сергей Сергеевич[16]
- Севостьянов, Иван Васильевич[17]
- Семёнов, Борис Александрович (художник)[18] (1917—1991) советский график, мастер акварели
- Хухутан (1904—1969) — эскимосский художник, косторез, гравёр.[7]
- Цигаль, Владимир Ефимович[13]
- Чернышёв, Николай Михайлович (1885—1973), русский советский художник и искусствовед, иллюстратор, педагог, мастер мозаики, участник группы «Маковец», Народный художник РСФСР (1970)[7]

### 1962
- Головницкий, Лев Николаевич (1929—1994)[19]
- Денисова, Наталья Александровна[20]
- Денисовский, Николай Фёдорович[21]
- Кокорин, Анатолий Владимирович (1908—1987) [22]
- Лушина, Ольга Павловна[20]
- Рогаль, Виталий Сергеевич (1915—2004)[23]
- Савинова, Александра Павловна[20]
- Тюкалов, Александр Георгиевич[20]

### 1963
- Боско, Юрий Иванович (1930—2019) [24]
- Васильев, Александр Павлович (1911—1990)[25]
- Вязников, Александр Гаврилович[24]
- Гусев, Павел Иванович (1917—2010) [26]
- Загонек, Вячеслав Францевич (1919—1994) [24]
- Зайков, Виталий Семёнович (1924—2020) [24]
- Карташов, Олег Николаевич[24]
- Коновалов, Виктор Яковлевич[24]
- Константинов, Фёдор Денисович (1910—1997) [24]
- Кулешов, Константин Фёдорович[27]
- Левитин, Анатолий Павлович (1922—2018) [24]
- Мельников, Григорий Михайлович (1916—1994) [28]
- Мешков, Владимир Ильич (1919—2012) [24]
- Салаватов, Салават Магомедович (1922—2005) [24]
- Самсонов, Евгений Иванович (1926—2018) [24]
- Ткачёв, Алексей Петрович (1925—2025) [26]
- Ткачёв, Сергей Петрович (1922—2022) [26]
- Труфанов, Михаил Павлович (1921—1988) [24]
- Тулин, Юрий Нилович (1921—1983) [24]
- Шевандронова, Ирина Васильевна (1928—1993) [24]

### 1964
- Бурак, Александр Филиппович (1921—1997) [29]
- Ворогушин, Юрий Владимирович (1913—1965) [30]
- Самсонов, Марат Иванович (1925—2013) [31]

### 1965
- Белых, Алексей Павлович[32]
- Бродская, Лидия Исааковна[32]
- Брюханов, Дмитрий Афанасьевич[33]
- Ветрогонский, Владимир Александрович[34]
- Галаджев, Пётр Степанович[35]
- Дмитриевский, Виктор Константинович[36]
- Домашников, Борис Фёдорович[32]
- Золотавин, Виталий Сергеевич[32]
- Зорин, Григорий Степанович[32]
- Колесникова, Александра Петровна[37]
- Корнеев, Борис Васильевич[32]
- Кочергин, Николай Михайлович[32]
- Левитан, Александр Матвеевич[38]
- Макаров, Алексей Иванович[39]
- Мечев, Мюд Мариевич[32]
- Михалёв, Валентин Андреевич[32]
- Немечек, Борис Константинович[35]
- Пашинин, Михаил Григорьевич[40]
- Пашкевич, Пётр Исидорович[35]
- Переяславец, Владимир Иванович[36]
- Полюшенко, Андрей Петрович[39]
- Постников, Григорий Николаевич[36]
- Прокопинский, Геннадий Иванович[36]
- Ратников, Алексей Михайлович
- Романычев, Александр Дмитриевич[32]
- Рябичев, Дмитрий Борисович[33]
- Скориков, Юрий Иванович[32]
- Соколов, Василий Васильевич[32]
- Стамов, Василий Гаврилович[32]
- Страхов, Иван Иванович[40]
- Тараев, Михаил Михайлович[32]
- Титов, Юрий Александрович[32]
- Фёдоров, Георгий Павлович[41]
- Холуев, Владимир Фёдорович[32]
- Циновский, Диодор Иванович[39]
- Чижов, Михаил Степанович[40]

### 1966
- Аникеев, Михаил Корнеевич[42]
- Антонов, Фёдор Васильевич[43]
- Борисов, Николай Пантелеевич[44]
- Вускович, Игорь Николаевич[45]
- Глуховцев, Александр Ерофеевич[46]
- Горяев, Виталий Николаевич[46]
- Елисеев, Анатолий Михайлович[46]
- Еремина, Татьяна Алексеевна[46]
- Лемкуль, Фёдор Викторович[46]
- Никольский, Георгий Евлампиевич[46]
- Поляков, Валентин Викторович[47]
- Ривин, Марк Теодорович[48]
- Скобелев, Михаил Александрович[46]
- Скрипков, Яков Никифорович[49]
- Фомичев, Василий Иванович[50]
- Чистоева, Тамара Ивановна[43]
- Шебеко, Кирилл Иванович[44]
- Шмагун, Иван Петрович[43]
- Щеглов, Валериан Васильевич[46]

### 1967
- Арлачев, Иван Дмитриевич[51]
- Ахвледиани, Сергей Николаевич[52]
- Бородин, Алексей Иванович[53] (1915—2004) живописец, автор политических плакатов
- Брискин, Вениамин Маркович[54]
- Буреев, Григорий Константинович[55]
- Голиков, Николай Иванович[55]
- Ермолаев, Борис Михайлович[55]
- Житомирский, Александр Соломонович[56]
- Караченцов, Пётр Яковлевич[57]
- Криммер, Эдуард Менделевич[58]
- Кузьмин, Владимир Александрович[59]
- Курнаков, Андрей Ильич[51]
- Лекаренко, Андрей Прокофьевич[53]
- Лепорская, Анна Александровна[58]
- Меллуп, Жермен Яновна[60]
- Суханов, Виктор Константинович[54]
- Чарская, Ирина Алексеевна[55]

### 1968
- Альтман, Натан Исаевич[61]
- Андрияка, Николай Иванович[62]
- Белов, Владимир Андреевич[63]
- Бергер, Артур Семёнович[64]
- Бескинская, Светлана Михайловна[65]
- Буланкин, Владимир Сергеевич[65]
- Булгаков, Григорий Александрович[66]
- Бут, Николай Яковлевич[67]
- Гаврилов, Владимир Николаевич[68]
- Гистлинг, Эсфирь Михайловна[68]
- Дешалыт, Ефим Исаакович[69]
- Дзанагов, Чермен Урузбекович[70]
- Дрючин, Николай Иванович[71]
- Дудник, Степан Иудович[72]
- Дюжев, Борис Иванович[73]
- Жигимонт, Пётр Иванович[67]
- Завьялов, Василий Васильевич[74]
- Захаров, Гурий Филиппович[70]
- Зырянов, Александр Петрович[75]
- Иванов, Виктор Иванович[75]
- Иодко, Ромуальд Ромуальдович[76]
- Исаев, Сергей Константинович[77]
- Кабачек, Леонид Васильевич[70]
- Каманин, Сергей Михайлович[78]
- Касаткина, Наталья Варфоломеевна[68]
- Коваль, Ким Петрович[65]
- Коровин, Ювеналий Дмитриевич[79]
- Кузнецов, Алексей Петрович[66]
- Ланзы, Сергей Кончукович[75]
- Максимов, Николай Христофорович[76]
- Нерода, Юрий Георгиевич[64]
- Орлова, Галина Андреевна[75]
- Осипов, Афанасий Николаевич[61]
- Островский, Петр Петрович[80]
- Пеньков, Алексей Иванович[64]
- Петров, Леонид Григорьевич[61]
- Петрова, Валентина Владимировна[61]
- Рейхет, Виктор Иосифович[71]
- Родионов, Валерий Васильевич[71]
- Родионова, Нина Павловна[71]
- Ромадин, Николай Алексеевич[81]
- Смирнов, Борис Александрович[72]
- Сойфертис, Вениамин Владимирович[61]
- Сажин, Пётр Алексеевич[65]
- Сысоев, Александр Сергеевич[63]
- Туккай[82]
- Турская, Любовь Александровна[68]
- Угаров, Борис Сергеевич[65]
- Усыпенко, Фёдор Павлович[67]
- Ушин, Андрей Алексеевич[68]
- Хазановский, Михаил Нахманович[74]
- Хомов, Николай Михайлович[74]
- Цигаль, Виктор Ефимович[70]
- Широков, Евгений Николаевич[61]
- Штраних, Владимир Фёдорович[68]
- Ястребенецкий, Григорий Данилович[64]

### 1969
- Акимов, Василий Петрович[83]
- Александровская, Людмила Константиновна[84]
- Артамонов, Виктор Евгеньевич[85]
- Борисов, Александр Тимофеевич[84]
- Брустин, Лев Яковлевич[86]
- Валентинов-Миллер, Эрик Эдуардович[87]
- Варламов, Алексей Григорьевич[88]
- Виницкий, Давид Эльевич[89]
- Волков, Стален Никандрович[84]
- Воробьевский, Алексей Викторович[90]
- Горбунцов, Павел Тимофеевич[91]
- Дуленков, Борис Дмитриевич[84]
- Зинин, Василий Степанович[91]
- Казанчан, Корюн Геворкович[92]
- Киселёв, Пётр Дмитриевич[84]
- Козловский, Иосиф Иванович[93]
- Коренцов, Александр Иванович[94]
- Королёв, Геннадий Георгиевич[85]
- Краснов, Алексей Павлович[95]
- Кулагин, Александр Сергеевич[96]
- Лебедев, Борис Иванович[95]
- Левин, Николай Егорович[94]
- Лень, Виктор Григорьевич[96]
- Литовченко, Мария Тимофеевна[97]
- Максимов, Николай Иванович[94]
- Малагис, Владимир Ильич[91]
- Малкин, Семён Яковлевич[84]
- Меркулов, Александр Александрович[98]
- Морозов, Александр Иванович[85]
- Наумова, Лидия Ивановна[99]
- Никонов, Николай Митрофанович[87]
- Никитченко, Владимир Семёнович[84]
- Новодерёжкин, Ипполит Николаевич[84]
- Обрыньба, Николай Ипполитович[88]
- Окунь, Леонид Александрович[100]
- Присяжнюк, Леонид Васильевич[85]
- Рогов, Евгений Иванович[101]
- Родионов, Борис Афанасьевич[97]
- Руднев, Алексей Михайлович[85]
- Рябинский, Евгений Владиславович[97]
- Савостьянов, Фёдор Васильевич[97]
- Свидетелев, Евгений Васильевич[84]
- Селиванов, Виктор Владимирович[102]
- Семёнов, Владимир Лаврентьевич[90]
- Серебрякова, Татьяна Борисовна[102]
- Судакевич, Анна Алексеевна[100]
- Турылёв, Георгий Михайлович[84]
- Тютиков, Иван Иванович[103]
- Фальковский, Александр Павлович[100]
- Фрих-Хар, Исидор Григорьевич[94]
- Фролов, Константин Петрович[97]
- Христолюбов, Николай Павлович[85]
- Шадриков, Пётр Николаевич[103]
- Шахбазян, Геворк Карапетович[97]
- Шевченко, Тимофей Тимофеевич[103]
- Шпак, Фаина Анатольевна[103]
- Шувалов, Евграф Сергеевич[83]
- Щебланов, Валентин Фёдорович[95]
- Эмкуль, Вера Аромка[97]
- Яковлева, Серафима Евгеньевна[90]

### 1970
- Азарова, Людмила Павловна[104]
- Антонова, Галина Александровна[105]
- Аралова, Вера Ипполитовна[106]
- Бегушина, Людмила Георгиевна[107]
- Ведерников, Евгений Алимпиевич[107]
- Гаев, Геннадий Петрович[108]
- Городецкий, Владимир Михайлович[109]
- Гудин, Евгений Иванович[108]
- Дарьина, Галина Петровна[108]
- Евангулов, Сергей Павлович[106]
- Еремеева, Надежда Ивановна[110]
- Ерёмин, Алексей Григорьевич[111]
- Ефремова Екатерина Иосифовна[112]
- Замков, Владимир Константинович[108]
- Зверьков, Ефрем Иванович[108]
- Змойро, Эдуард Петрович[113]
- Золотарёв, Николай Николаевич[108]
- Интезаров, Аркадий Иванович[114]
- Комов, Олег Константинович[108]
- Кончаловский, Михаил Петрович[115]
- Кораблёва, Анна Антоновна[107]
- Королёв, Александр Леонидович[116]
- Косьмин, Дмитрий Александрович[106]
- Котляров, Лев Серафимович[115]
- Кочуков, Николай Сергеевич[111]
- Кривицкий, Леонид Гершович[115]
- Курилко-Рюмин, Михаил Михайлович[115]
- Лебедев, Сергей Ефимович[117]
- Леонов, Пётр Васильевич[115]
- Мазитов, Амир Нуриахметович[115]
- Малеина, Евгения Алексеевна[115]
- Мануйлов, Аполлон Александрович[115]
- Ниеминен, Фолке Эйнович[118]
- Никогосян, Николай Багратович[118]
- Нурмухаметов, Рашид Мухаметбареевич[118]
- Оссовский, Пётр Павлович[119]
- Папикян, Альберт Степанович[118]
- Пленкин, Борис Алексеевич[118]
- Плотнов, Андрей Иванович[118]
- Попов, Игорь Александрович[118]
- Рейнер, Георгий Петрович[118]
- Романовский, Игорь Всеволодович[120]
- Рукавишников, Иулиан Митрофанович[121]
- Рыбченков, Борис Фёдорович[122]
- Савостюк, Олег Михайлович[123]
- Савченкова, Мария Владимировна[123]
- Сапожникова, Нина Николаевна[107]
- Сафронов, Виктор Алексеевич (1932—2025) [119]
- Соколов, Александр Иванович[116]
- Судаков, Павел Фёдорович[123]
- Терещенко, Николай Иванович[123]
- Тойбухаа, Хертек Каштайович[123]
- Успенский, Борис Александрович[123]
- Фомин, Пётр Тимофеевич[124]
- Фомичёв, Лев Александрович[123]
- Холуев, Михаил Фёдорович[119]
- Храпак, Георгий Васильевич[125]
- Чернов, Юрий Львович[123]
- Щеглов, Евгений Борисович[123]

### 1971
- Абдурахманов, Абдулла Магомедович[126]
- Аракелов, Вартан Нерсесович[127]
- Арманд, Варвара Александровна[128]
- Говорков, Виктор Иванович[129]
- Горлов, Дмитрий Владимирович[127]
- Кузнецов, Владимир Васильевич[129]
- Лепаловский, Иван Васильевич[130]
- Лысенко, Андрей Гаврилович[131]
- Проценко, Ксения Алексеевна[127]
- Сейгутегин, Иван[132]
- Соловьев, Михаил Михайлович[133]
- Рапопорт, Эльза Давыдовна[134]
- Торлопов, Станислав Анфимович[135]
- Уранова, Софья Сергеевна[129]
- Шушканова, Людмила Николаевна[136]
- Шушканов, Дмитрий Николаевич[136]

### 1972
- Барабанщиков, Глеб Иванович[137]
- Барченков, Николай Иванович[138]
- Бекичев, Иван Дмитриевич[139]
- Блок, Павел Павлович[138]
- Веселова, Вера Дмитриевна[140]
- Ишханов, Юрий Павлович[141]
- Кирчанов, Александр Николаевич[138]
- Корбаков, Владимир Николаевич[137]
- Коровин, Олег Дмитриевич[141]
- Лужецкий, Василий Андреевич[142]
- Мунхалов, Афанасий Петрович[143]
- Павлишак, Иосиф Андреевич[144]
- Пименов, Валерий Васильевич[145]
- Рябоконь, Григорий Анисимович[146]
- Сазонов, Анатолий Пантелеймонович[147]
- Стемпковский, Аполлинарий Адольфович[148]
- Тутунджан, Джанна Таджатовна[144]
- Урманче, Баки Идрисович[149]
- Холмогоров, Алексей Павлович[150]
- Шишаков, Николай Иванович[138]
- Яновская, Екатерина Васильевна[150]

### 1973
- Балагурова, Нина Сергеевна[151]
- Волович, Виталий Михайлович[152]
- Дихтяр, Александр Соломонович[153]
- Доспалова, Екатерина Николаевна[151]
- Карпова, Александра Степановна[151]
- Королев, Юрий Константинович[154]
- Король, Анна Степановна[155]
- Неменский, Борис Михайлович[156]
- Пинкисевич, Пётр Наумович[157]
- Савинов, Глеб Александрович[158]
- Сидоров, Николай Михайлович[155]

### 1974
- Белоусов, Роман Леонидович[159]
- Борунов, Александр Васильевич[159]
- Вершигоров, Пётр Саввович[160]
- Гельмс, Эрнст Брунович[161]
- Глебов, Фёдор Петрович[162]
- Гурвич, Иосиф Михайлович[163]
- Добровольский, Владимир Петрович[164]
- Добросердов, Михаил Владимирович[165]
- Ермолин, Рем Николаевич[166]
- Зернова, Екатерина Сергеевна[163]
- Иванов, Константин Константинович[167]
- Калинников, Анатолий Николаевич[162]
- Ковалев, Алексей Викторович[159]
- Колчанов, Аркадий Михайлович[168]
- Кочупалов, Алексей Дмитриевич[159]
- Крапивин, Николай Никитович[168]
- Кукулиев, Борис Николаевич[159]
- Куманьков, Евгений Иванович[169]
- Максимов, Кондрат Евдокимович[170]
- Малышев, Пётр Николаевич[171]
- Малюгин, Пётр Иванович[172]
- Марченко, Георгий Иванович[173]
- Минаев, Владимир Николаевич[162]
- Мосин, Анатолий Герасимович[174]
- Муратов, Владимир Сергеевич[175]
- Мягков, Александр Васильевич[169]
- Нечаева, Тамара Павловна[176]
- Овечкин, Николай Васильевич[177]
- Остроумов, Адольф Михайлович[178]
- Пантелеев, Александр Васильевич[179]
- Петина, Надежда Гавриловна[180]
- Присекин, Николай Сергеевич[173]
- Розин, Пётр Исаакович[162]
- Рокчинский, Гарри Олегович[181]
- Ряннель, Тойво Васильевич[182]
- Савиных, Иван Николаевич[162]
- Санджиев, Никита Амолданович[183]
- Светогоров, Евгений Дмитриевич[162]
- Серганов, Евгений Иванович[169]
- Соломин, Николай Константинович[184]
- Сурьянинов, Василий Васильевич[185]
- Толкунов, Николай Павлович[167]
- Третьяков, Николай Матвеевич[162]
- Фёдорова, Ираида Харитоновна[163]
- Фрейдин, Абрам Львович[169]
- Хазов, Гавриил Андреевич[162]
- Чалунин, Павел Фёдорович[159]
- Чураков, Степан Сергеевич[186]
- Шенгелия, Леван Александрович[169]
- Шульпина, Татьяна Мефодьевна[187]

### 1975
- Авакян, Вардкес Айкович[188]
- Алексеев, Анатолий Иванович[189]
- Аствацатурьян, Акнуний Арсенович[190]
- Бурмагина, Генриетта Николаевна[191]
- Геворкян, Христофор Багдасарович[192]
- Давыдов, Виталий Тимофеевич[193]
- Денисов, Василий Филиппович[194]
- Евстигнеев, Дмитрий Сергеевич[195]
- Ельфина, Виктория Николаевна[196]
- Игнатьев, Александр Михайлович[197]
- Кирюхин, Олег Сергеевич[198]
- Липская, Анна Александровна[199]
- Лоховинин, Юрий Николаевич[200]
- Лукошков, Борис Степанович[201]
- Малков, Пётр Лукич[202]
- Орлов, Иван Дмитриевич[203]
- Першудчев, Иван Гаврилович[204]
- Пышта, Михаил Яковлевич[205]
- Ребров, Юрий Петрович[205]
- Савенко, Иван Григорьевич[206]
- Сальникова, Нина Петровна[190]
- Сахаровская, Александра Никитична[207]
- Сергеев, Альберт Георгиевич[208]
- Сидоров, Валентин Михайлович[201]
- Тимченко, Алексей Павлович[209]
- Ткачев, Михаил Иванович[210]
- Харшак, Александр Исаакович[211]
- Чулков, Пётр Иванович[203]
- Шмаков, Марк Александрович[201]

### 1976
- Абакумцев, Николай Ильич[212]
- Александров, Юрий Владимирович[213]
- Алексеев, Адольф Евгеньевич[214]
- Анохин, Юрий Николаевич[215]
- Антипов, Николай Петрович (художник)[216]
- Ахунов, Масабих Фатхулисламович[217]
- Бруни, Иван Львович[218]
- Васильев, Евгений Павлович[219]
- Внодченко, Юрий Фёдорович[220]
- Волин, Виктор Петрович[221]
- Голиков, Василий Васильевич[221]
- Горелик, Марк Борисович[221]
- Графов, Борис Васильевич[222]
- Даниличев, Александр Тимофеевич[223]
- Денисов, Николай Викторович[224]
- Дубинчик, Александр Менделевич[219]
- Дугаров, Даша-Нима Дугарович[225]
- Ерышев, Николай Павлович[226]
- Залозный, Константин Григорьевич[227]
- Иванов, Сергей Иванович[228]
- Иванова, Нина Ивановна[221]
- Казанский, Александр Владимирович[229]
- Калайда, Кирилл Николаевич[229]
- Каплан, Исаак Михайлович[221]
- Карташов, Михаил Николаевич[221]
- Каусов, Сергей Алексеевич[213]
- Кирсанова, Наталья Васильевна[230]
- Киселёв, Борис Иванович[231]
- Кледова, Зоя Александровна[216]
- Клементьев, Вильям Капитонович[232]
- Коковихин, Николай Алексеевич[233]
- Комиссаров, Иван Еремеевич[218]
- Лавинский, Глеб-Никита Антонович[234]
- Лавренко, Борис Михайлович[219]
- Левенталь, Валерий Яковлевич[232]
- Лой, Николай Павлович[235]
- Лучишкин, Сергей Алексеевич[236]
- Магомедов, Гаджибахмуд Магомедович[227]
- Макаров, Андрей Николаевич[221]
- Малышева, Ольга Владимировна[237]
- Мерперт, Дмитрий Маврикиевич[222]
- Ненашева, Альдона Михайловна[228]
- Ни, Анатолий Николаевич[238]
- Обросов, Игорь Павлович[239]
- Овчинников, Николай Васильевич[218]
- Петров, Николай Григорьевич[226]
- Погодин, Владимир Григорьевич[232]
- Пресняков, Владимир Алексеевич[240]
- Прокудина, Маргарита Николаевна[232]
- Серебреников, Сергей Александрович[221]
- Сивцев, Эллей Семёнович[241]
- Силко, Анатолий Максимович[213]
- Соколов, Алексей Дмитриевич[218]
- Смирнова, Диана Алексеевна[230]
- Солодовников, Лев Львович[232]
- Смирнов, Михаил Николаевич[242]
- Сорокин, Виктор Семёнович|[226]
- Сорокин, Иван Васильевич[228]
- Тарасов, Александр Иванович[214]
- Третьяков, Николай Яковлевич[215]
- Тутунов, Андрей Андреевич[243]
- Фёдоров, Вячеслав Андреевич[215]
- Черняев, Евгений Александрович[221]
- Шумилкин, Александр Андреевич[227]
- Щербаков, Александр Дмитриевич[244]
- Щербаков, Борис Валентинович[244]
- Якушевский, Станислав Фаустинович[229]
- Ясюкевич, Феликс Иванович[221]

### 1977
- Алещенко, Михаил Степанович[245]
- Бичуков, Анатолий Андреевич[246]
- Васильев, Евгений Евграфович[247]
- Васнецов, Андрей Владимирович[248]
- Ганрио, Юрий Борисович[249]
- Головницкая, Энрика Эмильевна[250]
- Дьячкова-Тарасова, Маргарита Вениаминовна[251]
- Ерофеев, Василий Иванович[252]
- Заславская, Суламифь Александровна[253]
- Зенькова, Раиса Дмитриевна[245]
- Каждан, Евгений Абрамович[254]
- Ковтунова, Надежда Исааковна[255]
- Лежнин, Иван Васильевич[256]
- Малаев, Фёдор Петрович[257]
- Моисеенко, Степан Карпович[258]
- Моторин, Алексей Васильевич[258]
- Павлишин, Геннадий Дмитриевич[259]
- Поммер, Юрий Петрович[260]
- Сергеев, Владислав Александрович[249]
- Смирнов, Евгений Петрович[261]
- Смирнова, Лидия Дмитриевна[259]
- Тропина, Елизавета Фёдоровна[262]
- Тынатваль, Галина[263]
- Филиппова, Ангелина Николаевна[260]
- Чернышев, Павел Михайлович[248]
- Щепёлкин, Алексей Васильевич[249]
- Юрген, Лейда Оскаровна[258]
- Языков, Иван Владимирович[257]
- Янку, Елена[263]

### 1978
- Андронов, Николай Иванович[264]
- Бабин, Николай Семёнович[264]
- Бабурин, Николай Иванович[265]
- Белашов, Александр Михайлович[266]
- Белов, Валентин Михайлович[267]
- Белов, Пётр Алексеевич[268]
- Беляев, Николай Яковлевич[269]
- Бисти, Дмитрий Спиридонович[270]
- Бортнов, Петр Степанович[271]
- Бритов, Ким Николаевич[272]
- Варварова, Алевтина Владимировна[273]
- Гритчин, Григорий Иванович[274]
- Данилевский, Евгений Иванович[275]
- Дарьин, Геннадий Александрович[276]
- Денисов, Николай Николаевич[265]
- Зайцева, Зоя Алексеевна[277]
- Звонцов, Василий Михайлович[278]
- Зенкова, Зинаида Михайловна[273]
- Знак, Анатолий Маркович[279]
- Калинин, Александр Фёдорович[279]
- Калягин, Павел Степанович[280]
- Козлов, Энгельс Васильевич[281]
- Куделькин, Виктор Иванович[272]
- Лутфуллин, Ахмат Фаткуллович[282]
- Мамонтов, Александр Павлович[283]
- Мильчин, Лев Исаакович[284]
- Миронов, Петр Леонидович[267]
- Митлянский, Даниэль Юдович[264]
- Михайлёнок, Леонид Лукич[285]
- Носков, Владимир Александрович[281]
- Обозненко, Дмитрий Георгиевич[274]
- Печатин, Валентин Александрович[286]
- Попандопуло, Леонид Фёдорович[287]
- Самойлов, Лев Самойлович[267]
- Семенюк, Юрий Иванович[288]
- Сибирский, Вениамин Михайлович[275]
- Сотников, Алексей Георгиевич[289]
- Степанов, Иван Григорьевич[290]
- Тальберг, Борис Александрович[291]
- Тхакумашев, Михаил Хамидович[291]
- Цейтлин, Григорий Израилевич[292]
- Чиковани, Михаил Григорьевич[293]
- Шевченко, Виктор Яковлевич[294]
- Шитов, Люциан Александрович[281]
- Шумилов, Вячеслав Фёдорович[295]

### 1979
- Абдулаев, Идрис Абдулаевич[296]
- Антонов, Константин Михайлович[297]
- Борисов, Иван Степанович[298]
- Воробьёва, Ирина Николаевна[299]
- Гончарова, Нина Николаевна[300]
- Жемерикин, Вячеслав Фёдорович[301]
- Захаров, Леонид Александрович[299]
- Калугин, Александр Александрович[302]
- Коломойцев, Олег Александрович[303]
- Корнеев, Владимир Васильевич[304]
- Крымшамхалов, Хамзат Басханукович[305]
- Кузнецов, Николай Алексеевич[305]
- Ларишев, Геннадий Иванович[306]
- Лозинская, Виктория Николаевна[307]
- Никич-Криличевский, Анатолий Юрьевич[308]
- Орлова, Лилия Александровна[309]
- Пластов, Николай Аркадьевич[310]
- Попков, Валентин Алексеевич[311]
- Постол, Валентина Михайловна[307]
- Семёнова, Валерия Елизаровна[312]
- Соломин, Николай Николаевич[307]
- Степанова, Антонина Яковлевна[313]
- Тихомиров, Леонид Петрович[314]
- Тихомирова, Ольга Вячеславовна[314]
- Удовенко, Владимир Иванович[315]
- Ульянов, Владимир Александрович[316]
- Чулович, Виктор Николаевич[309]
- Штамм, Николай Львович[317]

### 1980
- Агеев, Михаил Сергеевич[318]
- Ананьин, Александр Михайлович[319]
- Бельдюшкин, Анатолий Иванович[320]
- Бланк, Борис Лейбович[321]
- Борунов, Геннадий Фёдорович[322]
- Бугаенко, Фёдор Дмитриевич[323]
- Валюшок, Семён Алексеевич[324]
- Васин, Виктор Фёдорович[325]
- Волков, Василий Иванович[326]
- Волков, Василий Сергеевич[319]
- Воскресенская, Маргарита Михайловна[327]
- Гальба, Владимир Александрович[328]
- Ганушкина, Антонина Петровна[329]
- Голицын, Илларион Владимирович[327]
- Гордон, Михаил Абрамович[328]
- Гречишкин, Павел Моисеевич[330]
- Гришко, Юрий Дмитриевич[331]
- Гуров, Евгений Александрович[322]
- Джамалудинов, Магомед Казиевич[326]
- Емрыкаин, Василий[332]
- Жижин, Михаил Иванович[324]
- Журавлев, Дмитрий Власович[332]
- Зайцева, Марина Владимировна[333]
- Зевакин, Виктор Сергеевич[334]
- Зыков, Анатолий Иванович[335]
- Иванов, Михаил Ефимович[336]
- Ильинский, Игорь Александрович[337]
- Илюхин, Владимир Дмитриевич[338]
- Казаков, Борис Иванович[339]
- Карапаев, Юрий Васильевич[340]
- Киселёв, Виктор Васильевич[341]
- Кладиенко, Юрий Данилович[342]
- Крылов, Андрей Порфирьевич[327]
- Кузьменко, Владимир Степанович[343]
- Кукулиева, Калерия Васильевна[318]
- Кулакова, Ирина Казимировна[325]
- Кулиев, Мамма Мусаевич[344]
- Лабас, Александр Аркадьевич[328]
- Лисогорский, Наум Моисеевич[327]
- Лосин, Вениамин Николаевич[345]
- Малиновский, Виктор Петрович[346]
- Митурич-Хлебников, Май Петрович[328]
- Монин, Евгений Григорьевич[330]
- Муратов, Николай Евгеньевич[339]
- Некрасов, Владимир Ильич[339]
- Непьянов, Виктор Васильевич[347]
- Новиков, Анатолий Семёнович[348]
- Новиков, Николай Фёдорович[349]
- Ольдаев, Ким Менгенович[350]
- Орехов, Юрий Григорьевич[351]
- Перцов, Владимир Валериевич[345]
- Платов, Леонид Михайлович[342]
- Рязанова, Светлана Григорьевна[352]
- Сайкина, Александра Васильевна[332]
- Смирнов, Фёдор Иванович[353]
- Сокол, Владимир Петрович[351]
- Соколова, Татьяна Михайловна[341]
- Старчиков, Борис Александрович[354]
- Стенберг, Энар Георгиевич[327]
- Тебляшкин, Георгий Никифорович[355]
- Токмаков, Лев Алексеевич[345]
- Торхов, Фёдор Семёнович[356]
- Тумбасов, Анатолий Николаевич[346]
- Усаченко, Антонина Петровна[330]
- Устинов, Николай Александрович[357]
- Фалалеева, Лидия Сергеевна[330]
- Фёдоров, Владимир Алексеевич[325]
- Фёдоров, Николай Иванович[320]
- Фёдоров, Ревель Фёдорович[358]
- Фристова, Маргарита Николаевна[318]
- Шапаев, Фёдор Васильевич[319]
- Шилов, Александр Максович[359]
- Шошенский, Иосиф Михайлович[339]
- Щербаков, Виктор Николаевич[320]
- Щербаков, Владимир Вячеславович[352]
- Яушев, Рустам Исмаилович[351]

### 1981
- Акритас, Альбина Георгиевна[360]
- Архипов, Иван Дмитриевич[361]
- Ваннах, Михаил Александрович[362]
- Ведерникова, Ирина Ивановна[363]
- Гейбатов, Гейбат Нурахмедович[364]
- Гимбатов, Базарган Гимбатович[364]
- Глушков, Спартак Александрович[365]
- Горина, Анна Степановна[366]
- Жовтис, Наталья Моисеевна[366]
- Забелин, Вячеслав Николаевич[367]
- Киракозов, Герасим Артемович[368]
- Кожевников, Евгений Александрович[369]
- Козлов, Тимофей Павлович[370]
- Котов, Владимир Иванович[371]
- Крылков, Игорь Сергеевич[372]
- Кузнецов, Анатолий Семёнович[373]
- Маврина, Татьяна Алексеевна[374]
- Ломакин, Олег Леонидович[375]
- Магомедов, Абдулжалил Гамзатович[364]
- Маторин, Михаил Арсентьевич[376]
- Махотин, Юрий Андреевич[375]
- Милюков, Борис Петрович[377]
- Миронов, Александр Сергеевич[378]
- Мосин, Геннадий Сидорович[379]
- Никонов, Павел Фёдорович[380]
- Перевалов, Лев Иванович[381]
- Петров-Маслаков, Всеволод Михайлович[382]
- Прытков, Геннадий Павлович[366]
- Ракутин, Юрий Михайлович[383]
- Родионов, Александр Миронович[384]
- Ромашков, Юрий Иосифович[385]
- Руцай, Вячеслав Николаевич[377]
- Силин, Анатолий Тимофеевич[373]
- Синева, Марфа Фёдоровна[386]
- Скрягин, Александр Георгиевич[387]
- Славина, Нина Павловна[383]
- Смолин, Александр Александрович[376]
- Смолин, Пётр Александрович[376]
- Телешов, Анатолий Васильевич[388]
- Терентьева, Тамара Алексеевна[366]
- Трофимов, Вадим Вадимович[383]
- Успенский, Михаил Михайлович[367]
- Учаев, Анатолий Васильевич[365]
- Филатов, Владимир Александрович[389]
- Чернышева, Екатерина Николаевна[370]
- Чижиков, Виктор Александрович[379]
- Шварцман, Леонид Аронович[390]
- Ширяев, Дмитрий Кузьмич[368]
- Шпак, Вячеслав Михайлович[391]

### 1982
- Алексеев, Борис Владимирович[392]
- Алфеевский, Валерий Сергеевич[393]
- Аракелян, Граер Гаврилович[394]
- Арсенин, Дмитрий Дмитриевич[395]
- Белянцева, Таисия Акимовна[396]
- Буторин, Николай Дмитриевич[397]
- Вагин, Владимир Васильевич[398]
- Воронков, Николай Львович (1934—2025) [399]
- Гапонова, Нина Ивановна[400]
- Голушкин, Сергей Сергеевич[398]
- Горский, Андрей Петрович[401]
- Грачёв, Яромир Николаевич[402]
- Гусева, Тамара Петровна[403]
- Думанян, Виктор Хачатурович[404]
- Дунашова, Татьяна Сергеевна[405]
- Зайцева, Анна Гавриловна[406]
- Карамзин, Владимир Семёнович[407]
- Карпова, Александра Гавриловна[406]
- Карпова, Антонина Ильинична[406]
- Кокурин, Валерий Григорьевич[408]
- Короленко, Евгений Васильевич[409]
- Косенков, Станислав Степанович[410]
- Крапивин, Геннадий Никитович[405]
- Лосев, Василий Тимофеевич[406]
- Лошаков, Олег Николаевич[402]
- Ляк, Леонид Григорьевич[402]
- Маликов, Василий Маликович[411]
- Манткава, Гиви Михайлович[394]
- Морозова, Нина Васильевна[396]
- Москалёв, Георгий Николаевич[412]
- Николаева, Галина Ивановна[413]
- Окладников, Александр Александрович[412]
- Окороков, Борис Владимирович[414]
- Ортонулов, Игнатий Иванович[403]
- Павликов, Владимир Афанасьевич[415]
- Павлова, Людмила Никифоровна[416]
- Плахова, Мария Леонидовна[392]
- Правикова, Анна Ивановна[417]
- Пурыгин, Валентин Захарович[418]
- Рудаков, Михаил Захарьевич[419]
- Руднев, Леонид Иванович[415]
- Рязанов, Юрий Филиппович[420]
- Сандырев, Иван Тарасович[394]
- Смирнов, Алексей Ефимович[406]
- Суздальцев, Михаил Аркадьевич[403]
- Суровцев, Андрей Петрович[421]
- Таутиев, Владимир Бадчериевич[420]
- Травников, Герман Алексеевич[406]
- Тумашев, Анас Ибрагимович[411]
- Уртаева, Людмила Николаевна[402]
- Форов, Владимир Иванович[422]
- Черноскутов, Геннадий Васильевич[423]
- Чирков, Сергей Иванович[424]
- Шульц, Гавриил Александрович[425]
- Яблоков, Анатолий Иванович[409]

### 1983
- Адабашьян, Александр Артемович[426]
- Алимов, Сергей Александрович[427]
- Атланов, Юрий Михайлович[428]
- Будкеев, Михаил Яковлевич[429]
- Бычков, Борис Тимофеевич[430]
- Варичев, Иван Михайлович[431]
- Васильковский, Владимир Сергеевич[432]
- Величко, Николай Петрович[433]
- Вуколов, Олег Александрович[434]
- Горевой, Владимир Эмильевич[435]
- Горинов, Спартак Петрович[429]
- Горячев, Семён Петрович[436]
- Дудников, Александр Павлович[437]
- Жульев, Юрий Васильевич[435]
- Зарипов, Ильдар Касимович[438]
- Иванов, Игорь Алексеевич[439]
- Калашников, Анатолий Иванович[440]
- Коваленко, Тимофей Егорович[441]
- Копейко, Юрий Васильевич[442]
- Кубасов, Сергей Анатольевич[440]
- Кузнецов, Андрей Николаевич[443]
- Кукуйцев, Валентин Васильевич[444]
- Ламанов, Геннадий Михайлович[428]
- Лукьянов, Мирон Владимирович[445]
- Марц, Андрей Валерианович[446]
- Медведев, Владимир Васильевич[442]
- Наумкин, Виктор Алексеевич[438]
- Нови, Лидия Юльевна[434]
- Новикова, Галина Евгеньевна[433]
- Овасапов, Игорь Тигранович[447]
- Овчинников, Кирилл Владимирович[448]
- Петров, Виталий Петрович[449]
- Походаев, Юрий Архипович[446]
- Рудяков, Алексей Андреевич[450]
- Семёнов, Петр Садофьевич[451]
- Смирнов, Максим Иванович[437]
- Стекольщиков, Вячеслав Константинович[445]
- Стрельбицкий, Игорь Аристархович[452]
- Сысоев, Николай Александрович[453]
- Телин, Владимир Никитович[449]
- Толстов, Александр Алексеевич[437]
- Холмогоров, Владимир Николаевич[446]
- Черепанов, Юрий Андреевич[454]
- Чистов, Глеб Яковлевич[437]
- Шестакова, Любовь Дмитриевна[434]
- Юшков, Иван Ефимович[436]

### 1984
- Авдышев, Алексей Иванович[455]
- Баранчук, Нэлли Евгеньевна[456]
- Гусейнов, Абдулхалик Гаджимагомедович[457]
- Дрезнина, Вера Александровна[458]
- Жбанов, Виктор Михайлович[459]
- Зеленов, Владимир Алексеевич[460]
- Ельчанинов, Владимир Васильевич[461]
- Кокорина, Пакиза Гениатовна[462]
- Корнышев, Юрий Сергеевич[463]
- Крохина, Фаина Николаевна[464]
- Лавров, Георгий Дмитриевич[465]
- Любомудрова, Нина Александровна[466]
- Макаревич, Игорь Глебович[467]
- Макулова, Татьяна Васильевна[468]
- Малолетков, Валерий Александрович[469]
- Мальцев, Владимир Фёдорович[470]
- Маркин, Виталий Александрович[471]
- Масляков, Олег Дмитриевич[465]
- Михайлов, Алексей Сергеевич[472]
- Могилевский, Юрий Борисович[473]
- Никиреев, Станислав Михайлович[460]
- Орехов, Юрий Юрьевич[467]
- Орловский, Виталий Абрамович[474]
- Павловский, Моисей Давидович[475]
- Пантелеева, Розалия Васильевна[476]
- Переяславец, Михаил Владимирович[472]
- Посядо, Анатолий Иванович[477]
- Просвирнин, Виталий Александрович[478]
- Рукавишников, Александр Иулианович[479]
- Савельев, Михаил Петрович[466]
- Светличная, Ольга Григорьевна[480]
- Свинин, Борис Александрович[460]
- Сергин, Валерьян Алексеевич[473]
- Тоне, Мария Александровна[464]
- Тэриан, Евгений Борисович[468]
- Тюленев, Виталий Иванович[469]
- Чарушин, Никита Евгеньевич[481]
- Чернов, Павел Афанасьевич[455]
- Чусовитин, Петр Павлович[482]
- Шаманов, Борис Иванович[475]
- Шахназаров, Борис Герасимович[475]

### 1985
- Антонов, Сергей Георгиевич[483]
- Баженов, Василий Иванович[484]
- Бучнев, Алексей Фёдорович[485]
- Винокуров, Александр Васильевич[486]
- Галахов, Николай Николаевич[487]
- Гудков, Игорь Максимович[488]
- Ежова, Маргарита Павловна[489]
- Земсков, Юрий Александрович[490]
- Карачарсков, Николай Прокофьевич[489]
- Костовский, Анатолий Георгиевич[491]
- Ливанова, Татьяна Германовна[492]
- Малофеев, Константин Яковлевич[490]
- Поморцев, Борис Николаевич[493]
- Пучков, Пётр Николаевич[494]
- Севостьянов, Геннадий Кириллович[495]
- Семёнов, Алексей Николаевич[483]
- Смагин, Виталий Георгиевич[488]
- Смирнов, Василий Николаевич[496]
- Старженецкая, Тамара Георгиевна[492]
- Титов, Анатолий Михайлович[485]
- Тутеволь, Клавдия Александровна[497]
- Фомкин, Александр Ильич[483]
- Фомичёв, Василий Осипович[498]
- Ходов, Валентин Михайлович[496]
- Хомяков, Андрей Поликарпович[499]
- Цузмер, Ревекка Моисеевна[500]
- Шинкаренко, Валерия Петровна[501]
- Яковлев, Андрей Алексеевич[497]

### 1986
- Бакулевский, Александр Сергеевич[502]
- Берг, Рейнгольд Генрихович[503]
- Бродский, Исаак Давидович[504]
- Былинко, Людмила Николаевна[505]
- Васильев, Геннадий Георгиевич[506]
- Воронцов, Дмитрий Андреевич[507]
- Егидис, Александр Менделевич[504]
- Иванов, Юрий Филиппович[508]
- Калмахелидзе, Гиви Дмитриевич[509]
- Кириллов, Алексей Игнатьевич[510]
- Кирпичёв, Павел Яковлевич[511]
- Ковалёв, Станислав Романович[502]
- Ковешникова, Майя Дмитриевна[508]
- Ласточкин, Сергей Павлович[504]
- Максютов, Рашит Гарифович[512]
- Новикова, Лариса Петровна[513]
- Павлов, Пётр Васильевич[514]
- Прокопенко Алексей Андреевич[512]
- Ринчинов, Солбон Раднаевич[506]
- Симкин, Ефим Давидович[505]
- Соколова, Лина Александровна[511]
- Солонинкин, Николай Михайлович[515]
- Сорогин, Геннадий Павлович[504]
- Сошников, Иван Сергеевич[516]
- Фетисов, Виктор Георгиевич[517]
- Французов, Борис Фёдорович[518]
- Хватов, Николай Дмитриевич[519]
- Царевич, Иван Викентьевич[520]

### 1987
- Андрушкевич, Владимир Ильич[521]
- Венкова, Ия Андреевна[522]
- Данилин, Николай Николаевич[522]
- Диодоров, Борис Аркадьевич[523]
- Дроздов, Виталий Петрович[524]
- Интизарьян, Микаэл Авакович[525]
- Ким, Леонид Александрович[521]
- Кириллова, Лариса Николаевна[526]
- Кремнева, Людмила Львовна[527]
- Маклакова, Элеонора Петровна[528]
- Маслова, Эльвира Михайловна[529]
- Мунтян, Юрий Афанасьевич[525]
- Мягков, Владимир Николаевич[528]
- Некосов, Владислав Фёдорович[530]
- Новосельцев, Иван Михайлович[531]
- Петров, Владимир Александрович[532]
- Родионов, Лев Артемьевич[533]
- Рюмин, Александр Алексеевич[534]
- Савельев, Александр Михайлович[535]
- Смирнов, Алексей Михайлович[531]
- Смирнов, Анатолий Сергеевич[530]
- Ставцева, Светлана Ефимовна[526]
- Тимков, Николай Ефимович[525]
- Федотов, Александр Николаевич[536]
- Чермошенцев, Анатолий Алексеевич[533]
- Чесноков, Николай Гаврилович[537]
- Шилобреев, Вячеслав Михайлович[538]
- Широкова, Инна Алексеевна[530]

### 1988
- Бедоев, Шалва Евгеньевич[539]
- Бомштейн, Александр Абрамович[540]
- Гаухман-Свердлов, Марксэн Яковлевич[541]
- Григорьев, Юрий Петрович[542]
- Дёма, Анатолий Гордеевич[543]
- Дойбухаа, Дондук Хертекович[544]
- Загорский, Константин Иванович[545]
- Кледов, Виктор Васильевич[546]
- Кузнецов, Анатолий Владимирович[547]
- Кучинская, Людмила Александровна[548]
- Леонов, Владимир Гаврилович[549]
- Литвинов, Сидор Андреевич[544]
- Мазурин, Герман Алексеевич[550]
- Маршумова, Ирина Михайловна[548]
- Монастырный, Василий Васильевич[551]
- Муравьёв, Александр Михайлович
- Непомнящий, Борис Львович[552]
- Ромадин, Михаил Николаевич[553]
- Романова, Елена Борисовна[547]
- Самарин, Вячеслав Фёдорович[552]
- Таратынов, Михаил Васильевич[551]
- Харламов, Сергей Михайлович[554]
- Шипеев, Николай Михайлович[555]
- Шплатов, Ян Иванович[556]

### 1989
- Аникст, Михаил Александрович[557]
- Астальцев, Виктор Владимирович[558]
- Бенедиктов, Станислав Бенедиктович[559]
- Благоволин, Николай Николаевич[560]
- Браговский, Эдуард Георгиевич[561]
- Бурзянцев, Александр Данилович[562]
- Веселов, Степан Павлович[563]
- Девочкина, Нина Фёдоровна[562]
- Дубровин, Игорь Викторович[564]
- Дувидов, Виктор Аронович[565]
- Зуйков, Владимир Николаевич[566]
- Иргутегина, Галина Ивановна[567]
- Истомин, Владимир Алексеевич[558]
- Каленский, Владимир Дионисович[560]
- Колесникова, Виолетта Павловна[566]
- Комаров, Евгений Иванович[568]
- Коржевский, Борис Георгиевич[569]
- Криволапов, Алексей Евдокимович[570]
- Курилов, Адольф Степанович[569]
- Летков, Вячеслав Иванович[568]
- Мажаев, Николай Николаевич[568]
- Мачнев, Иван Васильевич[571]
- Печетегина, Татьяна Александровна[567]
- Псарёв, Виктор Пантелеевич[572]
- Скубченко, Ольга Степановна[571]
- Ставицкий, Борис Викентьевич[573]
- Суворкова, Зоя Петровна[574]
- Таргонский, Валерий Филиппович[575]
- Теютина, Лидия Ивановна[567]
- Трухина, Надежда Петровна[557]
- Ушакова, Вера Ивановна[564]
- Чемсо, Виктор Муссович[576]
- Эледжиев, Наран Яковлевич[577]
- Юкин, Владимир Яковлевич[578]

### 1990
- Алексеева, Зинаида Васильевна[579]
- Бяков, Юрий Михайлович[580]
- Дикунов, Иван Павлович[581]
- Кошелев, Владимир Иванович[582]
- Морякова, Зоя Алексеевна[579]
- Палуй, Дориан Моисеевич[583]
- Холуёва, Татьяна Георгиевна (1936—2022)[581]
- Шретер, Ирина Викторовна[584]

### 1991
- Арсеньев, Аркадий Борисович[585]
- Бердников, Владимир Иванович[586]
- Вагин, Андрей Григорьевич[587]
- Гарипов, Менсадык Гарипович[588]
- Дзантиев, Юрий Александрович[587]
- Дик, Пётр Гергардович[585]
- Ельчанинова, Людмила Александровна[587]
- Кащеев, Фёдор Александрович[587]
- Кудрин, Виктор Петрович[588]
- Кузьмин, Владимир Александрович[589]
- Лапшина, Татьяна Александровна[585]
- Макушенко, Вольдемар Александрович[588]
- Макушкин, Николай Степанович[590]
- Мосин, Евгений Николаевич[585]
- Мызников, Геннадий Сергеевич[590]
- Орлов, Степан Егорович[585]
- Пак, Эльза Николаевна[587]
- Попов, Александр Леонович[585]
- Самарина, Вера Евгеньевна[585]
- Светозаров, Владимир Иосифович[585]
- Твардовская, Ольга Александровна[591]
- Тетенькин, Владимир Владимирович[587]
- Титов, Константин Александрович[585]
- Устьянцев, Леонид Фёдорович[590]
- Храмцов, Владислав Михайлович[588]

### 1992
- Абрамова, Нина Александровна[3]
- Архиреева, Александра Родионовна[592]
- Вагин, Евгений Иванович[3]
- Довнар, Антон Аркадьевич[3]
- Дрок, Людмила Даниловна[3]
- Дубов, Александр Фёдорович[3]
- Кизлов, Михаил Михайлович[592]
- Маркевич, Борис Анисимович[3]
- Намеровский, Геннадий Васильевич[3]
- Пономаренко, Павел Григорьевич[3]
- Силин, Александр Семёнович[3]
- Сурьянинов, Рубен Васильевич[3]
- Чаплыгин, Пётр Иванович[3]
- Чумакова, Зинаида Фёдоровна[592]